# ГЕС Фрунзару
ГЕС Фрунзару — гідроелектростанція у південній частині Румунії, в повіті Олт (на межі історичних регіонів Олтенія та Мунтенія). Входить до складу каскаду на річці Олт (ліва притока Дунаю), який нараховує кілька десятків станцій. Знаходиться між ГЕС Драганешті (вище по течії) та ГЕС Русанешті.
П'ять нижніх гідрокомплексів на Олті, одним з яких є введена в експлуатацію у 1990 році станція Фрунзару, виконали за єдиним проектом. У зв'язку з рівнинним характером річки перед впадінням у Дунай, для забезпечення проектного напору в 13,5 метра виявилось необхідним спорудження по периметру водосховищ захисних дамб, уздовж яких тягнуться обвідні канали. Центральна бетонна гребля має п'ять секцій, три з яких обладнані підйомними клапанами. Її висота становить 30 метрів, довжина 100 метрів, витрати матеріалу при спорудженні — 128 тис. м3. Дамби мають висоту до 17 метрів при загальній довжині 35,2 км, що потребувало 18,4 млн м3 матеріалу. Це утворило сховище довжиною 15 км, шириною 1 км, площею поверхні 12,8 км2 та об'ємом 91 млн м3.
Особливістю зазначених ГЕС стало їх обладнання бульбовими реверсивними турбінами, які повинні при надлишку електроенергії здійснювати зворотнє перекачування води у верхнє водосховище, виконуючи таким чином функції гідроакумуляції. На ГЕС Фрунзару встановлено чотири такі турбіни із загальною потужністю 53 МВт, які мають забезпечувати середньорічне виробництво на рівні 104 млн кВт-год. В турбінному режимі витрата води через кожну становить 125 м3/с, в насосному — 53 м3/с.
Також принциповою відмінністю від інших станцій каскаду мав стати судновий хід, який би покривав нижню ділянку течії річки перед впадінням в Дунай. Це передбачало днопоглиблювальні роботи протягом 36 км зі створення судноплавного каналу шириною 45 метрів із глибиною 3,05 метра, а також обумовлювало включення до кожної греблі шлюзу, розрахованого на пропуск буксира з двома баржами по 1500 т. Шлюзова камера має розміри 168,5х12,5 метра та мінімальну глибину 3,75 метра. У складі кожної греблі заклали верхні ворота шлюзу, проте станом на середину 2010-х років ці споруди гідровузлів залишались недобудованими.
Окрім гідроенергетичної функції, комплекс Фрунзару також забезпечує постачання води для зрошення.